# 邦魚屬
邦魚屬，又稱邦氏鯤屬，是已滅絕厚莖魚科下的一屬，生存於白堊紀晚期的科尼亞克期至馬斯垂克期。化石最初發現於美國堪薩斯州地層年代屬於晚科尼亞克期至早坎帕期尼奧布拉拉層的斯莫基山段，其他遺骸的發現地則包括皮埃爾頁岩、摩爾維爾白堊層、迪莫波利斯白堊層、韋諾納層、莫雷諾層等地層組。劍邦魚的體長可達5米（16英尺），遠小於牠們生存於侏羅紀的近親利茲魚，後者的體長可達16.5米（54英尺）。

## 命名學
邦魚屬的學名「Bonnerichthys」，「Bonner」來自於化石獵人瑪麗恩·查爾斯·邦納（Marion Charles Bonner），「ichthys」意思則為拉丁文中的魚。邦納於美國西堪薩斯州尼奧布拉拉層的大量發現現收藏於許多博物館及研究機構中。

## 食性
邦魚屬為濾食性動物，以浮游生物為食。除了邦魚屬外，中生代許多大型厚莖魚目物種均為濾食性動物，佔據該生態棲位達1億年。現今相同的生態棲位是由鯨鯊、姥鯊及鬚鯨所佔據。

## 外部連結
- Bonnerichthys （页面存档备份，存于） at the Oceans of Kansas website. Includes detailed taxonomic history, life restorations, bibliography, many photos of fossil remains.
- Bonnerichthys （页面存档备份，存于） discussion at boneblogger.com